# Деденбах
Деденбах (нем. Dedenbach) — община в Германии, в земле Рейнланд-Пфальц. 
Входит в состав района Арвайлер. Подчиняется управлению Брольталь.  Население составляет 419 человек (на 31 декабря 2010 года). Занимает площадь 7,63 км².